# Antimikobakterijski agens
Antimikobakterijski agens je tip leka koji se koristi za tretman mikobakterijskih infekcija.
Tipovi su:
- Tretmani za tuberkulozu[2]
- Leprostatički agensi[3]